# Цимла
Цимла́ — река в Ростовской и Волгоградской областях России, правый приток Дона. Нижняя часть течения затоплена при строительстве Цимлянского водохранилища. Длина 186 км (до постройки водохранилища — 207), 168 км в Волгоградской области, 18 км в Ростовской области. Площадь водосборного бассейна 1650 км² (до постройки водохранилища 3023 км²). Крупнейший приток — река Россошка. На реке сооружены пруды. Общее падение — 120 м.

## Название
По разным версиям название реки произошло от разных слов. По первой версии, от тюркского слова «цимлы» со значением травянистая, покрытая растительностью. Очевидно, река протекала по такой местности. Также примечательно, что в этом же районе имеется речка с названием как бы указывающим на противоположный признак — песчаную, малотравянистую почву, это правый приток Дона ниже устья Цимлы — река Кумшак (или Кумсак) с предполагаемым тюркским корнем «кум» — песок. По другой версии, название произошло от древнетюркского «сым» или «сымла» — памятник, могила. По-видимому, там, где протекала река, могли находиться захоронения кочевников. По третьей версии, в основе названия предполагают «чым» — дёрн, в смысле задернованная, покрытая растительностью. По четвёртой, название произошло от тюркского «излучина», «изгиб».
До недавнего времени название реки и все названия произошедшие от него писались через «ы» — «Цымла».
Город Цимлянск (ранее станица Цимлянская) получил своё название по реке, а в свою очередь от названия города получили свои имена цимлянское вино, Цимлянская ГЭС, Цимлянское водохранилище, Цимлянский район, Цимлянское городское поселение и Цимлянские улицы в разных городах России и Украины. Кроме того по самой реке получили свои названия Цимлянские пески, станица Новоцимлянская (а также Новоцимлянское сельское поселение) и хутор Верхнецимлянский.

## История
Упоминание о реке содержится в Книге Большому Чертежу, составленном в 1627 году (запись сохранилась в списках 60-х годов XVII века и более поздних):

Пала в Дон речка Цымла; ниже Цымлы…

Упоминание об этой реке содержится и в более поздних «походных журналах», которые велись во время азовских походов Петра I (1695—1696 годы), а также в других документах XVII века.
Река также упоминается в Статистическом описании земли Донских Казаков составленного в 1822—32 годах:

 а) Собственно в Дон впадающие суть: С правой стороны: 5) Цимла, принимающая в себя Кумшачик, Россошь и Россошь Котлубанскую.
— Глава III. Воды
Также о реке есть статья в ЭСБЕ:

Цымла — правый приток Дона, впадающий в последний вблизи станицы Цымлянской. Цымла течёт с севера на юг; берёт начало во Втором Донском округе; принадлежит к типу степных речек, характерным признаком которых служит неустойчивость водности — летом почти совершенно пересыхает, а весной и от дождей сильно разливается; берега низки, местами болотисты. Длина 170 вёрст.

## Гидрология
Годовой сток 0,011 км³/год. Расход воды 0,35 м³/сек. Высота половодий около 2 м. В настоящее время планируется расчистка и углубление русла реки в пгт. Чернышковский для улучшения водности путём создания искусственных переуглублённых плёсов, чередующихся с перекатами под существующими мостовыми перекатами-суходолами. Длина участка расчистки — 4395 м.

## Течение
Цимла берёт начало на востоке Доно-Донецкой равнины, к югу от хутора Широко-Бахолдинского Милютинского района Ростовской области. Начинается на высокой степи, недалеко от правого берега Чира на водоразделе с Быстрой и Гнилой (бассейн Северского Донца). Сначала она имеет вид обыкновенной степной балки с отлогими склонами. Долина реки в верховьях, выработана в отложениях палеогена, но большая часть выработана в четвертичных отложениях. Берега сложены песками, песчаниками, суглинками. Вначале течёт на юго-восток до хутора Пришиб, где поворачивает на восток. После хутора Сиволобова входит в пределы Волгоградской области, и протекает там в своём среднем течении, имеет общее направление течения на юг, вначале отклоняясь к востоку, потом к западу, и в нижнем течении снова к востоку. Русло извилистое, осложнённое перекатами и плёсами. В нижнем течении долина реки имеет асимметричное строение, правый берег более высокий, левый — отлогий. Характер реки равнинный, течение спокойное. Выходя на низменную степь, в низовьях делается чрезвычайно извилистой, причём появляется много дугообразных озёр-стариц. Воды в реке довольно много, но глубины не велики и не позволяют продвигаться на лодках. Впадает в Цимлянское водохранилище у хутора Нижнегнутова Чернышковского района Волгоградской области. Бо́льшая часть нижнего течения (находившегося на территории Ростовской области) затоплена водохранилищем. Ранее впадала в Дон у станицы Цимлянской (к востоку от нынешней станицы Хорошёвской). Залив водохранилища, образовавшийся над рекой, ограничивает с запада Цимлянские пески.
Протекает по территории Морозовского, Обливский и Цимлянского районов Ростовской области и Чернышковского района Волгоградской области.

## Бассейн

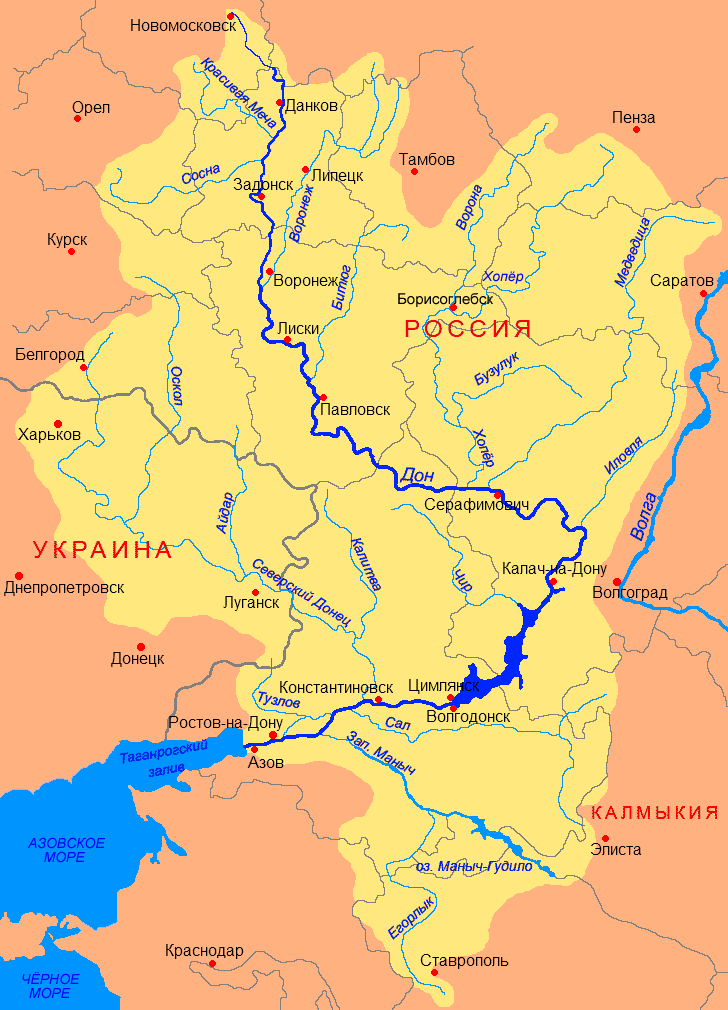
Бассейн Дона

- Цимла
  - б. Вербная — (п)
  - Россошка — (п)

## Населённые пункты
- х. Пришиб
- х. Сиволобов
- пгт. Чернышковский
- пос. Красноярский
- х. Богомазовка
- х. Журавка
- х. Ёлкино
- х. Асеев
- х. Соколов
- х. Верхнегнутов
- х. Бирюков
- пос. Филатов
- пос. Басакин
- х. Сизов
- х. Фирсовка
- х. Воробьёв
- х. Нижнегнутов